# Epi
Pour les articles homonymes, voir EPI.
Epi ou Épi est une île de l’archipel du Vanuatu située en mer de Corail.

## Géographie
Située dans le centre du pays, dans la province de Shéfa, elle a une superficie de 444,7 km2 et était peuplée en 2009 de 5 207 habitants. Son point culminant est le mont Pomare, un volcan en activité haut de 833 mètres.
Elle est accompagnée des îles de Lamen au nord, et Namuka au sud.

## Culture
Les habitants d’Epi parlent en tout six langues vernaculaires : lamenu, lewo, bierebo, baki, maii et bieria.